# Nepenthes lowii
Nepenthes lowii är en tvåhjärtbladig växtart som beskrevs av Joseph Dalton Hooker. Nepenthes lowii ingår i släktet Nepenthes och familjen Nepenthaceae. Inga underarter finns listade i Catalogue of Life.

## Bildgalleri

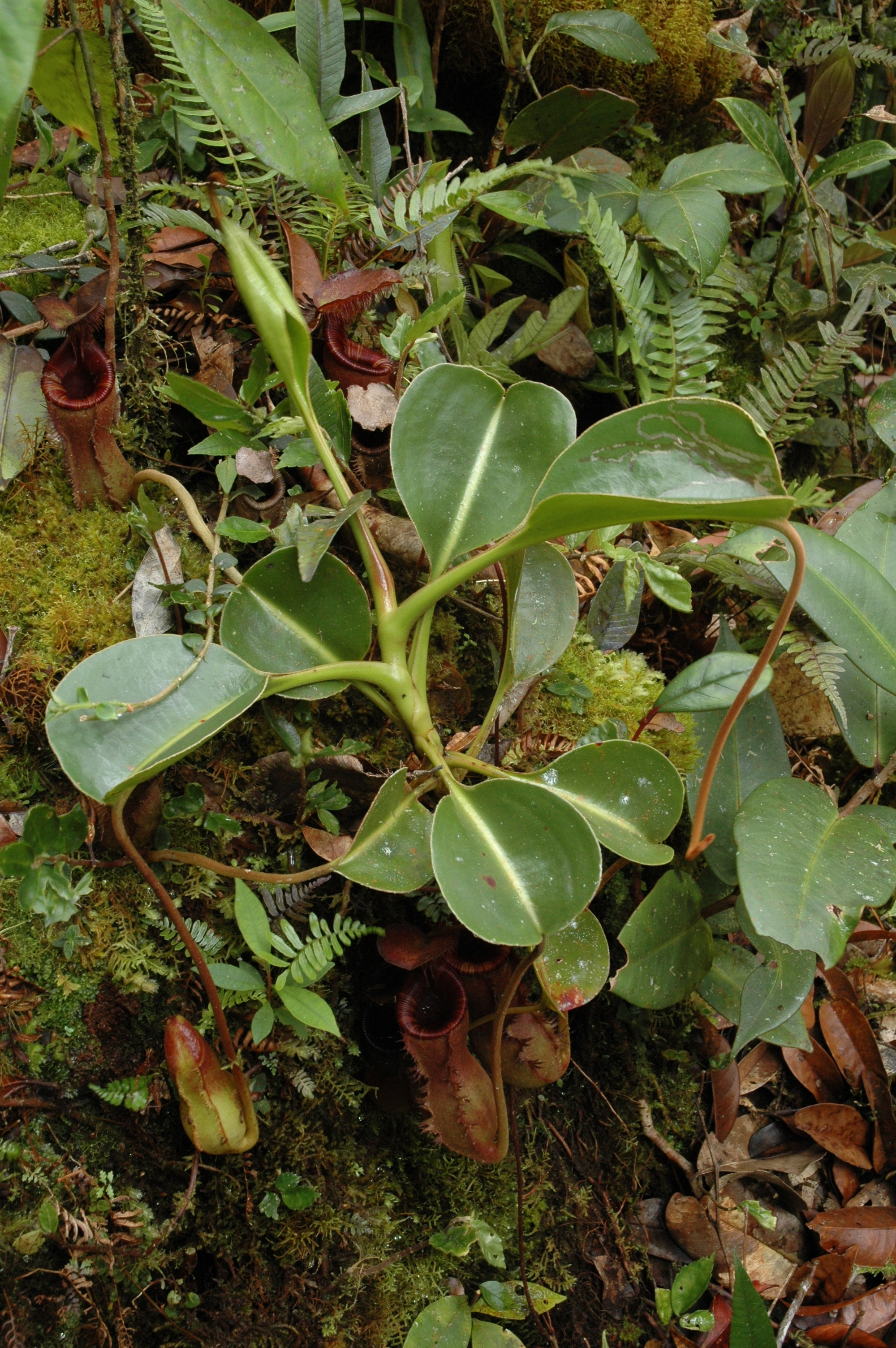
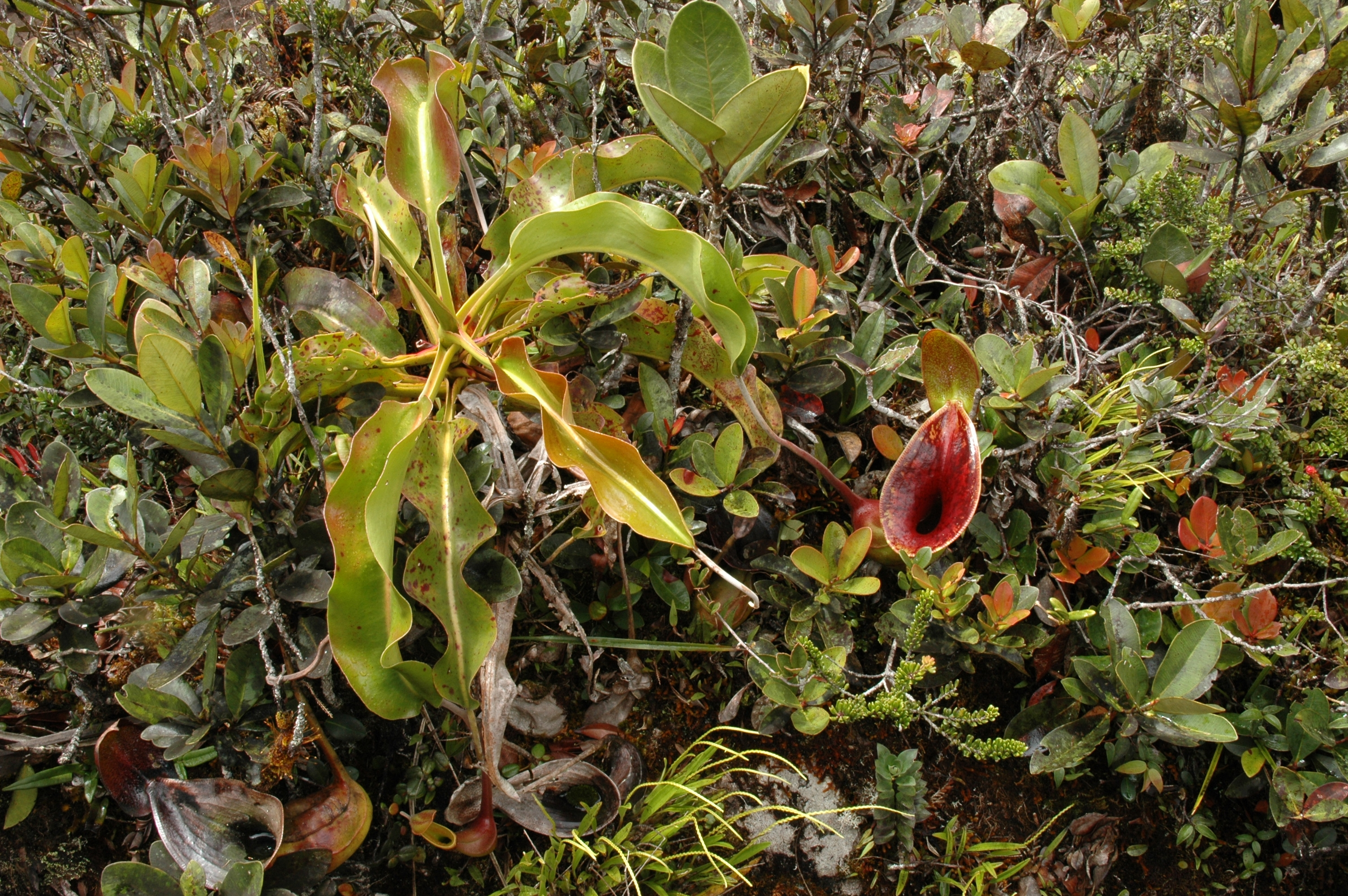
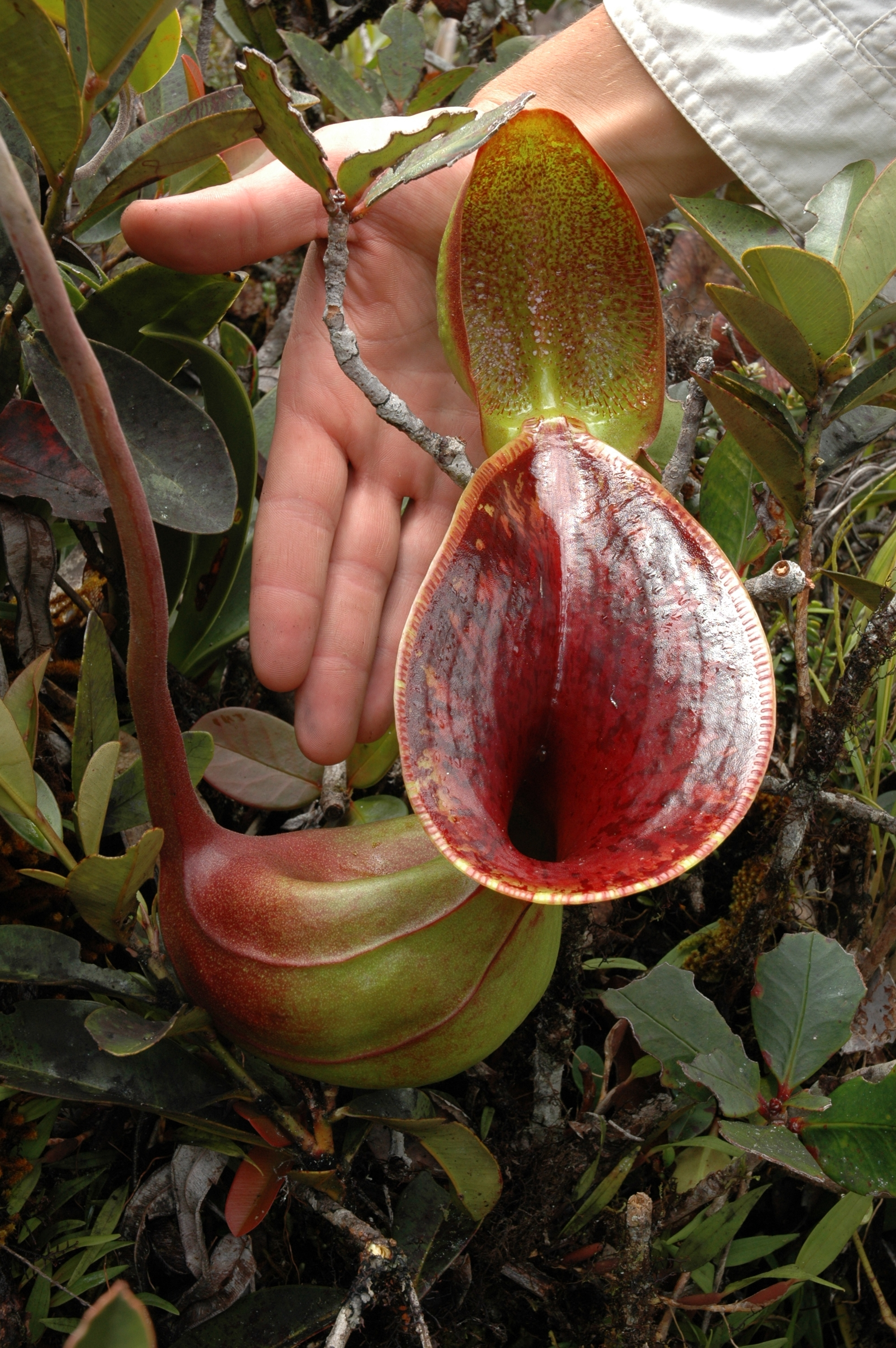
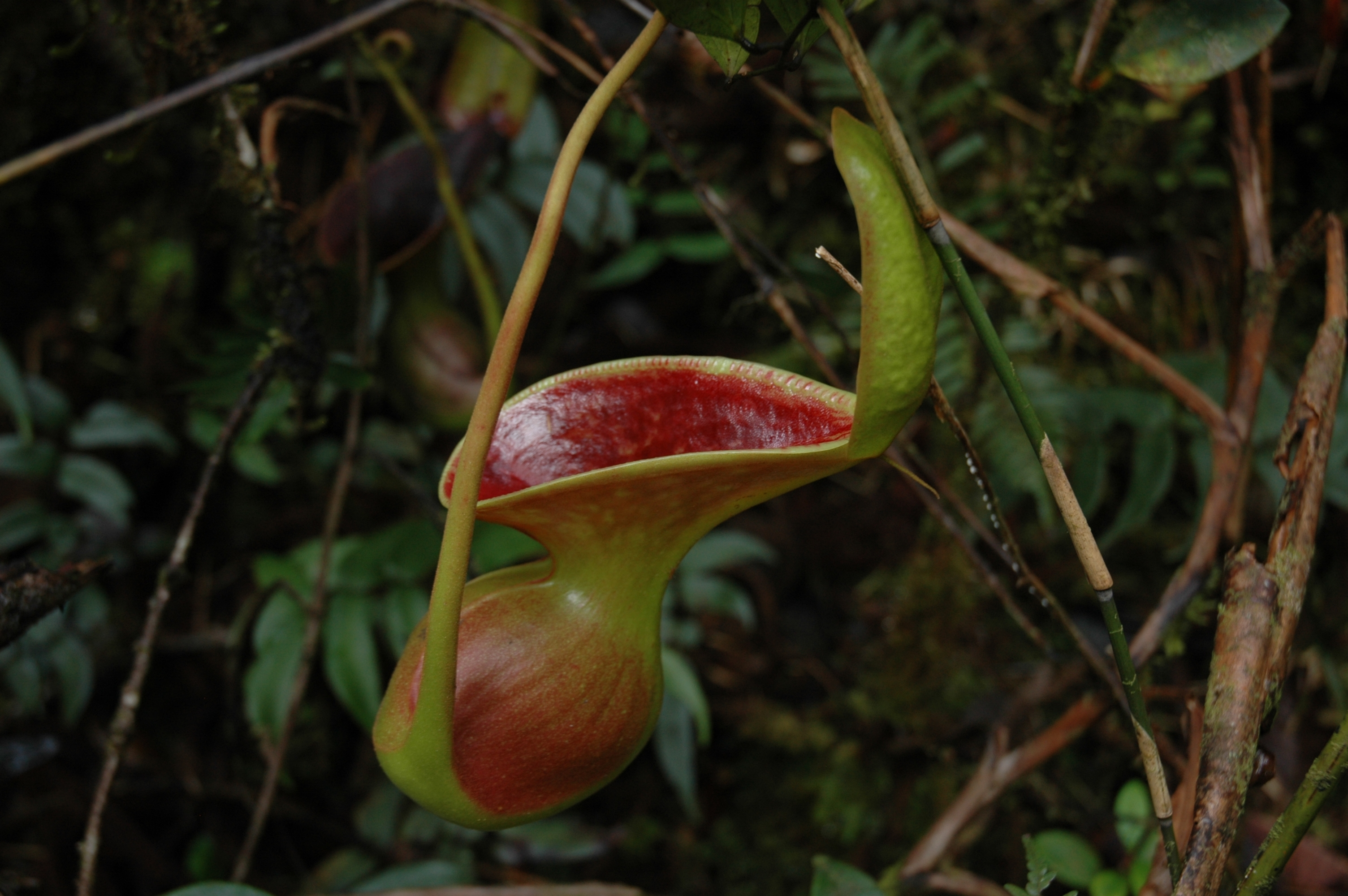
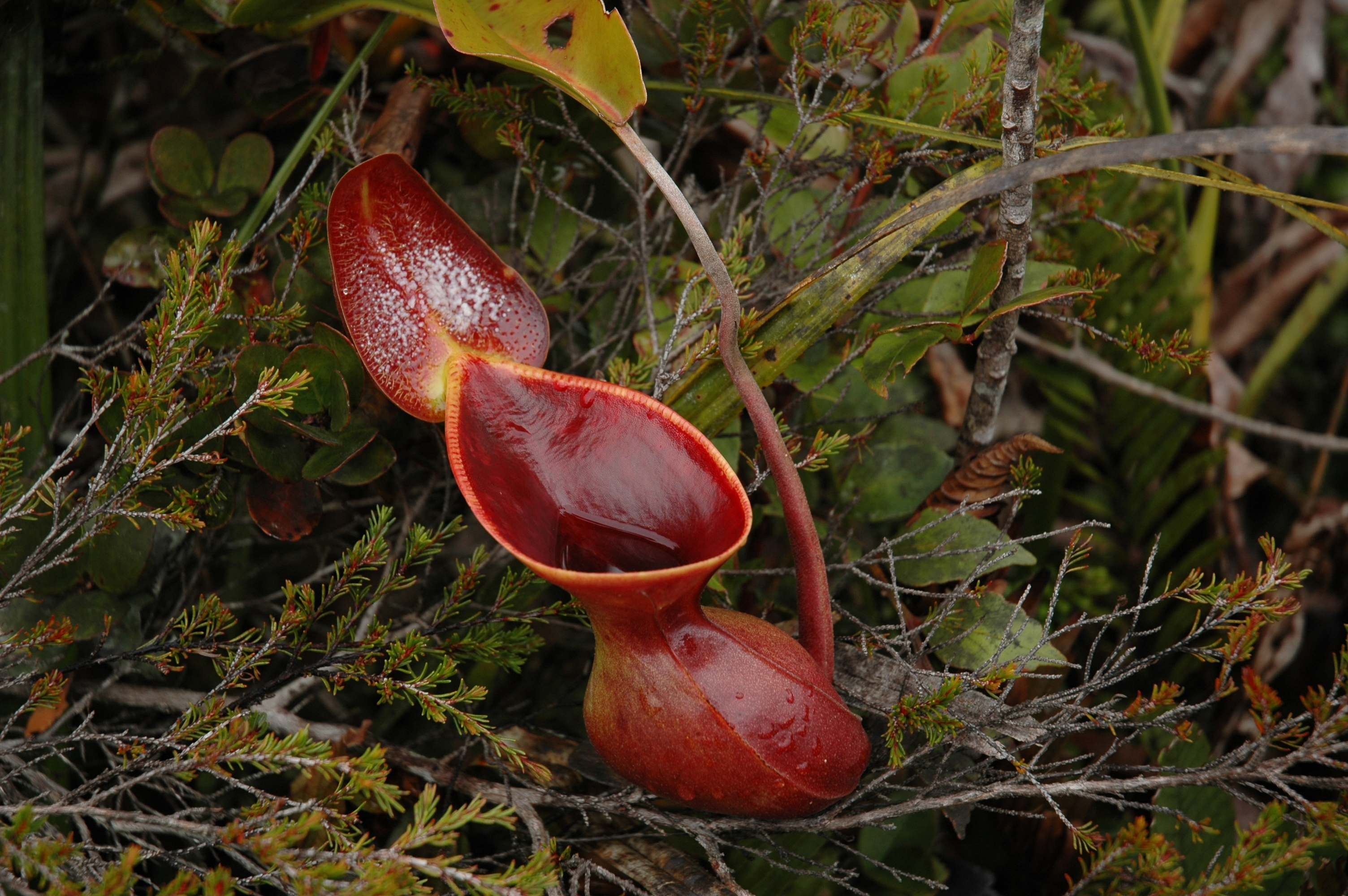
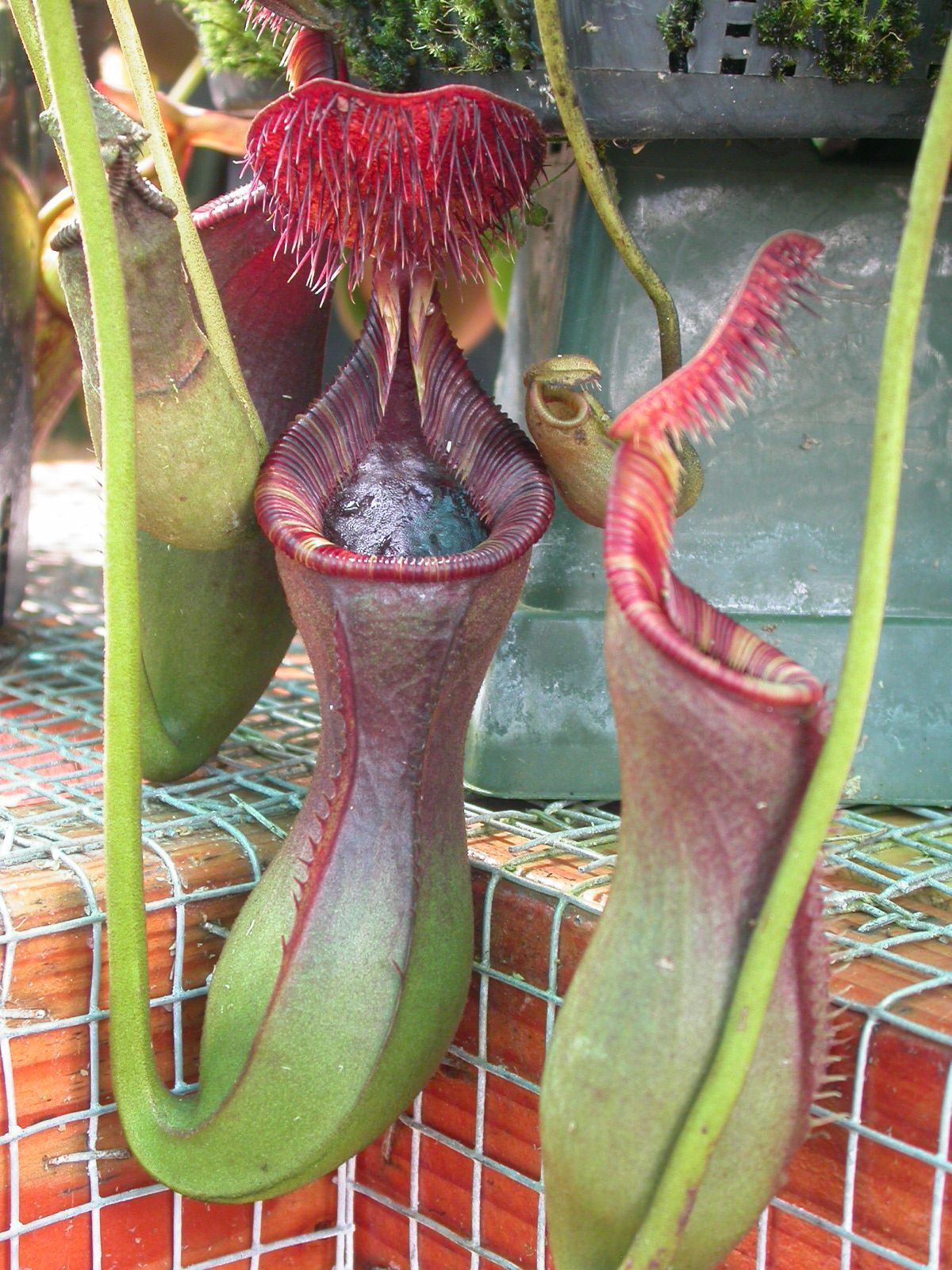